# Дюндар, Джан
Джан Дюндар (тур. Can Dündar; род. 16 июня 1961, Анкара) — турецкий журналист, колумнист и документалист. В ноябре 2015 года, в период нахождения в должности главного редактора газеты Cumhuriyet, был арестован за публикацию материала, в котором утверждалось, что турецкая разведка поставляет оружие боевикам-исламистам, воюющим против правительства Башара Асада.
Один из «самых известных» деятелей турецких СМИ, Дюндар написал статьи для нескольких газет, подготовил множество телевизионных программ для государственного TRT и различных частных каналов, включая CNN Türk и NTV, и опубликовал более 20 книг.  Дюндар является лауреатом Международной премии за свободу прессы Комитета защиты журналистов.  В 2016 году Джан Дюндар вместе с Эрдемом Гюлем были награждены премией за свободу и будущее СМИ от Лейпцигского фонда СМИ, ведущего партнера Европейского центра свободы прессы и СМИ. С июня 2016 года он проживает в изгнании в Германии, в Турции на него выдан ордер на арест.  В настоящее время он является главным редактором интернет-радиостанции # ÖZGÜRÜZ, управляемой некоммерческой редакцией CORRECTIV.  Он также является одним из 25 ведущих деятелей Комиссии по информации и демократии, созданной организацией «Репортеры без границ».

## Биография
Изучал журналистику на факультете политологии в Анкарском университете, который окончил в 1982 году. В 1986 году окончил Лондонскую школу журналистики. В 1988 и 1996 годах получил, соответственно, степени магистра и доктора философии в области политологии в Техническом университете Ближнего Востока.
Работал в различных СМИ, в том числе в Hürriyet (1983—1985), Nokta, Haftaya Bakış, Söz и Tempo. С января 1999 года по апрель 2000 года работал в газете Sabah, с января 2000 — в Milliyet.
В августе 2013 года Дюндар был уволен из Milliyet за публикацию статей, в которых «слишком остро» освещал протесты в парке Гези и события в Египте. По словам Дюндара, при увольнении ему сказали: «Мы не хотим видеть в этой газете истории, которые могут не понравиться премьер-министру».
После увольнения перешёл на работу в Cumhuriyet, 8 февраля 2015 года получил должность главного редактора.
В мае 2015 года в Cumhuriyet было опубликовано журналистское расследование поставок оружия сирийским боевикам со стороны Турции. В статье были использованы снимки, сделанные в 2014 году во время досмотра грузовиков, принадлежавших национальной разведывательной организации Турции.
В июне того же года президент Турции Реджеп Эрдоган подал за публикацию этой статьи в суд на Джана Дюндара и журналиста Эрдема Гюля. Эрдоган потребовал приговорить их к двум пожизненным срокам и 42 годам тюрьмы. Также президент Турции заявил, что Дюндар виновен в разглашении государственной тайны и является шпионом.
В ноябре 2015 года Дюндар и Гюль были арестованы, им были предъявлены обвинения в шпионаже и пособничестве террористам.
В феврале 2016 года Верховный суд Турции постановил, что при аресте Дюндара и Гюля были допущены нарушения и освободил их под подписку о невыезде.
В марте того же года более ста писателей, среди которых были Марио Варгас и Маргарет Этвуд, подписали письмо, в котором призвали власти Турции снять с Дюндара и Гюля все обвинения, а также освободить всех журналистов, арестованных за «выражение их мыслей». Письмо было направлено премьер министру Турции Ахмету Давутоглу.
В мае 2016 года суд признал Дюндара и Гюля виновными в разглашении государственной тайны и приговорил их, соответственно, к 5 годам и 10 месяцам и пяти годам тюремного заключения. За несколько часов до оглашения приговора на Дюндара было совершено покушение. Неизвестный человек попытался застрелить его из пистолета. Дюндар не пострадал, террорист был задержан, перед этим он заявил, что Джан Дюндар является «предателем».
14 июня 2017 года был приговорён к 25 годам тюремного заключения арестованный по «делу Дюндара» депутат Энис Бербероглу. Он был признан виновным в государственной измене за передачу журналистам фото- и видеоматериалов, на которых были запечатлены грузовики с оружием, предположительно предназначавшиеся для боевиков сирийской оппозиции.
Дюндар переехал в Германию в июне 2016 года. В августе 2016 года он ушел с должности главного редактора Cumhuriyet и объявил, что продолжит работу в качестве обозревателя в этой газете.  31 октября 2016 года в Турции был выдан заочный ордер на его арест.
23 декабря 2020 года он был заочно приговорен к 27 годам и шести месяцам лишения свободы за шпионаж и пособничество вооруженной террористической организации.